# Paraplotosus butleri
Paraplotosus butleri is een straalvinnige vissensoort uit de familie van koraalmeervallen (Plotosidae). De wetenschappelijke naam van de soort is voor het eerst geldig gepubliceerd in 1998 door Allen.